# Tôroubéran
Le Tôroubéran, Tourouberan ou Tawruberan (en arménien : Տուրուբերան) est la quatrième province du royaume d'Arménie selon le géographe arménien du VIIe siècle Anania de Shirak. Il couvre l'actuelle région turque s'étendant au nord-ouest du lac de Van et comprend les villes actuelles de Bitlis (Baghesh), Malazgirt (Manazkert) et Muş (Mouch).

## Districts

Les quinze provinces de l'Arménie historique, avec le Tôroubéran au centre-ouest.

La province se compose de dix-sept districts ou cantons (gavar, գավառ) :
- Xoyt’ (Խութ) ;
- Aspakuneac’ jor (Ասպակունեաց ձոր) ;
- Tarawn (Տարաւն) ;
- Palunik’ ;
- Aršamunik’ (Աշմունիք) ;
- Mardałi (Մարդաղի) ;
- Dasnawork’ (Դասնաւորք) ;
- Tuaracatap’ (Տուարածատափ) ;
- Dalaṙ (Դալառ) ;
- Hark’ (Հարք) ;
- Varažnunik’ (Վարաժնունիք) ;
- Bznunik’ (Բզնունիք) ;
- Erewark’ (Երևարք) ;
- Ałiovit (Աղիովիտ) ;
- Apahunik’ (Ապահունիք) ;
- Koṙi (Կորի) ;
- Xorxoṙunik (Խորխոռունիք) ;